# Steemit
Steemit це веб-сайт для ведення блогів на основі блокчейну. Користувачі можуть отримувати криптовалюту STEEM за публікацію та керуванням контенту. Належить Steemit Inc., приватній компанії, зареєстрований у Нью-Йорку та має штаб-квартиру у Вірджинії.

## Принцип дії
Steemit розроблений як децентралізована програма (DApp), побудована на блокчейні Steem, яка використовує однойменну криптовалюту STEEM для винагороди користувачів за їх вміст.  Голосуючи за публікації та коментарі, користувачі вирішують якою буде винагорода за ці публікації. Користувачі також отримують так звані «нагороди за кураторство» за пошук і підтримку вмісту, який згодом підтримують інші користувачі.
Надання можливості авторам та кураторам контенту заробляти є головною відмінністю і перевагою Steemit. Платформа надає різні можливості для заробітку:
- Завдяки створенню контенту.
- Шляхом спілкування з користувачами за допомогою коментарів.
- Шляхом проведення численних конкурсів з винагородами.
- Кожен користувач має можливість делегувати свою Steem Power. В залежності від сервісів, яким він делегує, користувач отримує різні винагороди.

## Блокчейн Steem
Завдяки тому, що увесь контент Steemit зберігається у блокчейні, платформа є стійкою до цензури.
Фактично Steemit — це програма для доступу до вмісту в блокчейні Steem. Мережа є відкритою і дозволяє будь-кому зацікавленому розробляти власні програми, які можуть отримувати доступ до того самого блокчейну та його вмісту.
Як і будь-який інший блокчейн, Steem вимагає розподіленої мережі комп’ютерів для створення нових блоків для додавання в блокчейн. У той час як протоколи підтвердження роботи, такі як біткойн, покладаються на вузли для досягнення цього, STEEM використовує делегований механізм підтвердження частки замість підтвердження роботи. Спільнота Steem голосує за те, щоб люди стали «Делегатами», які керують блокчейном і створюють нові блоки. Є 20 Делегатів, з резервною позицією 21-го Делегата, яка ділиться між кількома особами, що стають активними або неактивними в міру зміни потреб мережі. Свідки отримують винагороду у вигляді Steem Power та токенів STEEM.

## Токени
У блокчейні Steem є 3 токени: STEEM, SBD (Steem Dollars) і Steem Power (SP).
STEEM — це основна криптовалюта блокчейну Steem. Користувачі можуть заробляти його, публікуючи, коментуючи або голосуючи на Steemit.com. Тут також є гаманці, де можна будь-коли внести, зняти чи обміняти STEEM.
STEEM можна конвертувати у Steem Power. Чим більше Steem Power у користувача, тим більший його вплив на платформу. Маючи більшу потужність, користувач заробляє більше «нагород за кураторство». Наявність Steem Power також дає право голосувати за делегатів, які контролюють блокчейн.
Steem Power можна перетворити назад на STEEM за допомогою процесу «POWER DOWN». Це займає чотири тижні.
SBD спочатку був розроблений для паритету з доларом США, тому 1 SBD повинен дорівнювати 1 долару США. Однак його вартість коливається залежно від ринку.
Після укладення «стратегічного партнерство» з TRON, автори контенту та куратори у Steemit на додачу до вже існуючих токенів почали також заробляти і TRON..

## Історія
4 липня 2016 року Steemit, Inc., компанія, заснована Недом Скоттом і розробником блокчейну Даніелем Ларімером, запустила платформу соціальних мереж Steemit як першу програму, побудовану на блокчейні Steem.
14 липня 2016 Steemit оголосив на своєму веб-сайті, що їх зламали. Атака, за їх словами, скомпрометувала близько 260 акаунтів. Повідомляється, що зловмисники заволоділи Steem Dollars і STEEM на суму близько 85 000 доларів США.
У березні 2017 року Деніел Ларімер пішов з посади головного технічного директора Steemit і залишив компанію.
Через падіння ціни на STEEM під час обвалу криптовалюти у 2018 році Steemit зіткнувся з фінансовими труднощами та був змушений звільнити 70% свого персоналу.

### Розділення спільноти
У лютому 2020 року Steemit уклав «стратегічне партнерство» з TRON, у результаті чого TRON отримав значний вплив на управління блокчейном STEEM. Свідки в спільноті Steemit були стурбовані тим, що керівники та адміністратори TRON (включаючи Джастіна Сана) могли отримати занадто багато влади. Водночас вони були стурбовані тим, що можуть втратити свій колишній вплив. Як наслідок 24 лютого 2020 року вони впровадили програмне розгалуження (Soft Fork 0.22.2), деактивувавши право голосу великої кількості токенів STEEM, що належали TRON і Steemit. 2 березня 2020 року Huobi, Binance та Poloniex нібито використали свої колективні права голосу з токенів STEEM, які зберігаються на біржах, щоб скасувати софтфорк. Команда STEEM оприлюднила заяву на веб-сайті Steemit, у якій назвала Soft Fork 0.22.2 «злочинним і незаконним». У дописі говорилося, що Делегати погрожували впровадити хардфорк, який би анулював існуючі токени STEEM, що «дуже суперечить кожному аспекту початкової мети децентралізації та основній цінності блокчейну Steem і спільноти». У дописі говорилося, що скасування soft-fork було необхідним для «виправлення ворожої поведінки, керованої невеликою групою людей», і що Steemit використає свої права голосу, щоб «відновити порядок у спільноті» протягом наступних 4-6 тижнів, після чого влада би була повернута спільноті.
Це викликало обурення серед Делегатів, і багато хто звинуватив Сана в «купівлі» контролю над мережею заради власних інтересів, а кілька розробників програм оголосили, що вони видаляють свої програми з блокчейну Steem у відповідь на цю подію.
Кілька днів потому Чжао вибачився перед спільнотою Steemit, заявивши, що вважав поглинання TRON «звичайним форком/оновленням». Він також сказав, що якщо проблема не буде вирішена найближчим часом, це зашкодить довірі до STEEM, а також його ціні.
20 березня 2020 року частина спільноти Steemit здійснила хардфорк блокчейну STEEM, створивши нову спільноту під назвою «HIVE». Багато власників STEEM перейшли на HIVE, новий протокол із власним нативним токеном, хоча процес не пройшов зовсім без інцидентів. Створення HIVE включало airdrop токенів HIVE, хоча деякі користувачі STEEM стверджували, що їх помилково виключили з airdrop.

### Steemit після розділення
Після розділення спільноти Steemit зіткнувся з низкою проблем, серед яких падіння ціни токена та зменшення кількості творців контенту. Однак з часом, завдяки зусиллям користувачів, що залишилися, команди Steemit  та притоку нових активних авторів, Steemit почав активно розвиватися. Було також започатковано "Програму стимулювання розвитку Steemit", метою якої є заохочення розробників до впровадження нових функцій та покращень.

## References
1. ↑  Chohan, Usman (February 2018). The Concept and Criticisms of Steemit. Economics of Networks Journal: 8. SSRN 3129410.
2. ↑  (Reuters) Digital currency Steem soars 1,000% in value in two weeks. Guardian (амер.). 12 липня 2016. Процитовано 16 січня 2019.
3. ↑  Dale, Dale (15 вересня 2016). Steem Aims to Beat Facebook by Paying Its Bloggers in Cryptocash. Observer (амер.). Процитовано 16 січня 2019.
4. ↑  McMillen, Andrew (4 жовтня 2017). The Social Network Doling Out Millions in Ephemeral Money. Wired (амер.). Процитовано 6 травня 2018.
5. ↑  STEEM Whitepaper: An incentivized, blockchain-based, public content platform (PDF). Steem. 12 березня 2019. Процитовано 12 березня 2019.
6. ↑  STEEM Basics. Steempeak. 24 березня 2020.
7. ↑  How are the new tokens distributed?. Steemit. 24 березня 2020.
8. ↑  steemitblog. steemit. 30 жовтня 2020.
9. ↑  steemitblog. steemit. 2 грудня 2020.
10. ↑  Cimpanu, Catalin (18 липня 2016). Steemit Social Network Hacked, User Funds Stolen, DDoS Attack Ensued. Softpedia News. Процитовано 16 січня 2019.
11. ↑  Joint Statement. Steemit Inc. 12 квітня 2017. Процитовано 13 березня 2019.
12. ↑  Biggs, John (28 жовтня 2018). Steemit laying off 70% of staff. TechCrunch (амер.). Процитовано 16 січня 2019.
13. ↑  Tron takeover? Steem community in uproar as crypto exchanges back reversal of blockchain governance soft fork. The Block. 3 березня 2020.
14. ↑  Why Crypto Should Care About Justin Sun’s Steem Drama. Coindesk. 3 березня 2020. Архів оригіналу за 24 червня 2021. Процитовано 7 червня 2023.
15. ↑  An Open Letter to the Community - HF22.5. Steemit. 3 березня 2020.
16. ↑  @cz_binance (7 березня 2020). CZ Binance (Твіт) — через Твіттер. {{Cite tweet}}: Розбіжність дати в параметрах |date= / |number= (довідка)
17. ↑  @cz_binance (7 березня 2020). CZ Binance (Твіт) — через Твіттер. {{Cite tweet}}: Розбіжність дати в параметрах |date= / |number= (довідка)
18. ↑  steemitblog. steemit. 11 листопада 2022.